# Réchicourt-le-Château
Réchicourt-le-Château là một xã trong vùng Grand Est, thuộc tỉnh Moselle, quận Sarrebourg, tổng Réchicourt-le-Château. Tọa độ địa lý của xã là 48° 39' vĩ độ bắc, 06° 50' kinh độ đông. Réchicourt-le-Château nằm trên độ cao trung bình là 260 mét trên mực nước biển, có điểm thấp nhất là 242 mét và điểm cao nhất là 333 mét. Xã có diện tích 24,14 km², dân số vào thời điểm 2005 là 558 người; mật độ dân số là 24,3 người/km².

## Thông tin nhân khẩu
| 1962 | 1968 | 1975 | 1982 | 1990 | 1999 |
| ---- | ---- | ---- | ---- | ---- | ---- |
| 935  | 982  | 924  | 931  | 825  | 726  |